# Glinianka (Mazovie)
Pour les articles homonymes, voir Glinianka.
Glinianka (prononciation : [ɡliˈɲanka]) est un village polonais de la gmina de Wiązowna dans le powiat d'Otwock de la voïvodie de Mazovie dans le centre-est de la Pologne.
Il se situe à environ 9 kilomètres au sud-est de Wiązowna (siège de la gmina), 12 kilomètres à l'est d'Otwock (siège du powiat) et à 31 kilomètres à l'est de Varsovie (capitale de la Pologne).
Le village compte approximativement une population de 804 habitants.

## Histoire
De 1975 à 1998, le village appartenait administrativement à la voïvodie de Varsovie.